# Pamela Pequeño
Pamela Pequeño Latorre (Santiago, Chile, 22 de enero de 1962) es una directora, documentalista y guionista chilena. Además, es docente universitaria de la Universidad de Chile.

## Biografía
Estudió la carrera de periodismo en la Universidad Católica de Chile y cuenta con un magíster en Estudios de Género y Cultura de la Universidad de Chile.

## Trayectoria profesional
Los inicios de su carrera profesional se vinculan al trabajo en un noticiario independiente clandestino llamado Teleanálisis durante la dictadura militar chilena (1985-1987). Es directora y guionista del documental La hija de O'Higgins (2001), su ópera prima donde investigó los orígenes de la hija de Bernardo O'Higgins, Petronila Riquelme, no reconocida ni por su padre ni por los historiadores, una historia autobiográfica reconocida tanto en Chile como en el extranjero.
Más adelante dirigió el cortometraje documental Dungun, la lengua (2012), obra ganadora Concurso DOCTV Latinoamérica III.La cinta aborda la cultura mapuche desde Santiago de Chile, donde una profesora enseña la lengua mapudungún a sus alumnos de un colegio de la comuna de Lo Prado,este cortometraje obtuvo el Premio del Público en el Festival de Cine de Antofagasta en 20122, el Premio del Público otorgado por la Embajada de Francia en Femcine en 2013 y la Mención Especial del Jurado en el Festival de Documentales de Chiloé también en 2013.
Su trayectoria también está ligada a la dirección de contenidos para televisión,entre ellos el programa Piel de Jaguar (2006) mediante historias que abordan un caso de jóvenes desaparecidos en Puerto Aysen y los conflictos desencadenados por la construcción de la mina Pascua Lama en el norte de Chile. Además participó como editora periodística del programa Nuestro Siglo para el canal TVN, Biografías de Canal 13 y A eso de las 9:05 de Mega. Fue parte del canal 2 Rock & Pop como directora y productora ejecutiva. Escribió el capítulo Lautaro para la serie Grandes Chilenos, así como el guion del documental Riquelmey del mediometraje documental Centenario del Museo de Bellas Artes emitido en Canal 13.
Como docente universitaria ha sido profesora de carreras de pregrado, diplomados y magíster ligados al cine documental, escritura, creación, periodismo, género y feminismo en universidades chilenas como Universidad Católica, Universidad de Chile, Academia de Humanismo Cristiano, Universidad Mayor y la Universidad de Valparaíso.
Su relación con el cine también se ha ligado a participar como jurada en festivales como Festival Internacional de Cine de Valdivia, Festival Internacional de Cine de Viña del Mar, Festival de Cine de Iquique, Festival In-Edit y Antofagasta Cine. Es parte del equipo fundador de Festival Cine de Mujeres (Femcine) donde también ha trabajado como programadora y curadora.
Como consultora de guion ha participado de los largometrajes Tan inmunda y tan feliz (2022, documental, Wincy Oyarce) y Yo volveré a triunfar.
Durante los años 2023 y 2024 se encuentra desarrollando su próximo documental titulado Cobija, una historia ambientada en un antiguo puerto boliviano en el desierto del norte de Chile.Este documental producido por Adriana Silva y Cecilia Gómez cuenta con premios y selecciones en festivales tales como Cineteca Nacional (2023), Femcine Premio Aural, Post Producción Sonido (2023), SANFIC, Pablo Mondragón - Premio Script Sounding (2023), Encuentros Australes.En el Festival Internacional de Cine de Valdivia de 2023 obtuvo el Premio Mejor Película chilena del futuro, además de las categoría Postproducción y Premio Atómica Postproducción.

## Filmografía
| Año  | Título                                                     | Rol                   | Género                  |
| ---- | ---------------------------------------------------------- | --------------------- | ----------------------- |
| 1985 | Teleanálisis                                               | Realizadora           | Informativo clandestino |
| 1989 | Trabajadores de estación (codirección con Francisco Salas) | Directora             | Cortometraje Documental |
| 2001 | La hija de O'Higgins                                       | Directora             | Largometraje Documental |
| 2006 | Piel de jaguar                                             | Directora             | Reportaje               |
| 2008 | Capítulo "Lautaro" serie Grandes Chilenos                  | Guionista             | Serie TV                |
| 2009 | Riquelme                                                   | Guionista             | Largometraje Documental |
| 2009 | Centenario del Museo de Bellas Artes                       | Directora             | Cortometraje Ficción    |
| 2012 | Dungún, la lengua                                          | Directora y Guionista | Cortometraje Documental |
| 2024 | Ancestros Extraordinarios                                  | Guionista             | Serie Documental        |

## Premios y reconocimientos
- Ganadora de Fondo DOCTV Latinoamérica (2012) con Dungún, la lengua
- Premio Mejor Película en la Muestra de Realizadoras Nacional en FEMCINE 3 (2023) por Dungún, la lengua
- Festival de Cine de Antofagasta (2013): Premio del público por Dungún la lengua.
- Festival de Cine de Chiloé 2013: Mención especial del jurado por Dungún la lengua.
- Premio Script Sounding en WIP Iberoamericano SANFIC (2023) por Cobija.
- Festival Internacional de Cine de Valdivia 2023: Premio Mejor Película chilena del futuro por Cobija.